# Leonid Berenstein
Leonid Berenstein (russisch Леонид Беренштейн; hebräisch ליאוניד ברנשטיין) ist ein ehemaliger ukrainisch-israelischer Handballspieler.

## Karriere
Leonid Berenstein lernte das Handballspielen in der Schule und beim Verein ZAS Saporischschja. Mit ZAS stieg er 1979 aus der ersten sowjetischen Liga ab. Nach dem sofortigen Wiederaufstieg wechselte der mittlere Rückraumspieler 1980 zu SII Saporischschja. 1982 erreichte SII den dritten Platz in der sowjetischen Meisterschaft und qualifizierte sich für den Europapokal. Im IHF-Pokal 1982/83 besiegte die Mannschaft in den Finalspielen IFK Karlskrona mit 22:20 und 23:16. Zwei Jahre später stand Saporischschja wieder in der Schlussrunde, im Hinspiel in Rumänien allerdings ohne Berenstein. Dieser wurde nach einer Schlägerei in einer Kneipe vor dem Halbfinalrückspiel beim spanischen Club Balonmano Alicante nicht für das Finalhinspiel nominiert. Nach einem 17:22 beim HC Minaur Baia Mare kassierte man im Rückspiel Sekunden vor Schluss beim Stand von 18:13 den entscheidenden Gegentreffer und verpasste den erneuten Triumph. Als er zur Armee eingezogen wurde, spielte er für ZSKA Moskau.
Nach dem Zusammenbruch der Sowjetunion wechselten zahlreiche jüdische Handballspieler nach Israel, darunter Leonid Berenstein, dessen Großmutter in den 1970er Jahren dorthin ausgewandert war. Fortan lief er für Hapoel Rischon LeZion auf, mit dem er die israelische Meisterschaft und den Pokal gewann.
Mit der ukrainischen Auswahl gewann Berenstein die Völker-Spartakiade 1983.
Mit der sowjetischen Nationalmannschaft gewann der Spielmacher bei den Wettkämpfen der Freundschaft 1984 in der DDR die Silbermedaille.